# Deep (marka odzieżowa)
Deep – polska marka odzieżowa obecna na rynku w latach 1992–2009, należąca do firmy Semax oraz sieć sklepów dystrybuujących produkty pod tą marką. 
Początek marki przypadł na rok 1992. W pierwszych latach działalności firma skupiała się na T-shirtach, z czasem poszerzając swoją ofertę o kurtki i swetry. W końcówce działalności pod marką Deep sprzedawano szeroki asortyment odzieży młodzieżowej, skierowanej, według opisu marki, do aktywnych kobiet i mężczyzn w wieku 20 - 30 lat (jak twierdzi dystrybutor, DEEP to marka młodzieżowa dla ludzi aktywnych, niezależnych, z charakterem, bezpretensjonalnych, ceniących wygodę i swobodę życia). W ofercie znajdowały się T-shirty, spodnie, koszule, bluzy, kurtki, swetry jak i dodatki. Według dystrybutora młodzi polscy projektanci mieli tworzyć w każdym roku cztery kolekcje, zawierające stroje kobiece i męskie w różnych wersjach kolorystycznych.
Odzież była produkowana w Chińskiej Republice Ludowej i rozprowadzana w sklepach pod szyldem marki, umieszczonych w m.in. takich galeriach handlowych jak warszawska Arkadia czy katowickie Silesia City Center. 
Sieć markowych salonów składała się ze sklepów własnych Semaksu oraz przeważających salonów działających na zasadzie franczyzy. W październiku 2008 sieć liczyła 11 placówek własnych oraz 66 franszyzowych.
Do wycofania marki doszło w 2009 roku wraz z niewypłacalnością Semaksu.